# José Batlle y Ordóñez (miasto)
José Batlle y Ordóñez – miasto w Urugwaju, w departamencie Lavalleja.